# Teljes hiteldíjmutató
A teljes hiteldíj mutató (THM) egy olyan egységes, minden hitelező által kötelezően használt mutató, amelyből kiderül, hogy az adott hitel felvétele után az adósnak egy év alatt a tőkén túl mekkora összeget kell visszafizetnie. Magyarországon 1997-ben vezették be az adósok védelmében.
A THM kiszámításánál a következő tételekkel számolnak: kamat, kezelési költség, értékbecslés és helyszíni szemle díja, ingatlan-nyilvántartási eljárás díja, a hitelközvetítőnek fizetendő díj, bankszámlavezetés díja.
A THM kiszámításánál bizonyos költségeket nem vesznek figyelembe, mint például a késedelmi kamat, a közjegyzői díj.
A pénzintézetek a reklámokban szereplő jelzáloghitel ajánlataik THM számításánál 2022. október 31-ig 5.000.000 Ft-os hitelösszeggel számoltak 20 éves futamidőre. 2022. október 31-től azonban már 12.000.000 Ft-os hitelösszeggel és 20 éves futamidőre határozzák meg a kereskedelmi kommunikációban szereplő teljes hiteldíj mutató értékét. Az ettől eltérő feltételekkel rendelkező hitelnél előfordulhat, hogy kicsit magasabb vagy alacsonyabb THM-et kell megfizetnünk.
Minél alacsonyabb a THM, a kölcsön az ügyfél számára annál kedvezőbb.

## Jogszabályi háttere
A teljes hiteldíj mutató meghatározását a 83/2010. (III. 25.) Korm. rendelet a teljes hiteldíj mutató meghatározásáról, számításáról és közzétételéről szabályozza. A rendelet előírásait azoknál a hiteleknél kell alkalmazni, melyek a 2009. évi CLXII., a fogyasztónak nyújtott hitelről szóló törvény (a továbbiakban: Fhtv.) hatálya alá tartozó hitel és pénzügyi lízing (a továbbiakban együtt: hitel) szabályozása alá esnek.
Gyakorlatilag valamennyi pénzügyi szolgáltató által nyújtott hitel és lízing termékeknél kötelező a THM számítása és feltüntetése.
A bankok üzleti gyakorlatában gyakran találkozni olyannal, hogy a THM-et sávosan, vagy -tól kiegészítéssel tüntetik fel. Ez elsősorban  figyelemfelkeltés céljából megjelentetett reklámok eszköze, de nagyon fontos, hogy amikor az ügyfél konkrét ajánlatot kér és kap a pénzügyi szolgáltatótól, pontosan, az adott ügyletre kiszámított THM értéket kapjon, legkésőbb a hitelszerződés aláírását megelőzően.
A sávos megjelentetés oka az, hogy a THM értéke minden egyes hitelösszeg, futamidő és kamat kombináció esetén eltérő lehet. Lényeges, hogy a konkrét hitel ajánlat paraméterei miatt könnyedén előfordulhat, hogy az ügyfélnek kiszámított THM sokkal magasabb, mint a reklámokban megjelentetett minimum THM. A hitelfelvevő számára egyértelműen ki kell derülnie, miért tér el az ő ajánlatának THM értéke a reklámban szereplőtől.
Magyarországon a maximális THM jelzáloghitelek, személyi kölcsönök esetében az adott félévet megelőző hónap első napján érvényes jegybanki alapkamat 24 százalékponttal növelt értéke, ez 2024 második félévében 24+7,25%=31,25%. A folyószámlahitel, hitelkártya és áruhitelek - kivéve autóhitelek - esetében a THM plafon a jegybanki alapkamat 39 százalékponttal növelt értéke, jelenleg 39+7,25%=46,25%.
A 2020. március 19. és 2020. december 31. között igényelt lakossági fogyasztási hitelek esetében a maximális THM a jegybanki alapkamat 5 százalékponttal növelt értéke, akkori adatok alapján 5,9%. Lakossági fogyasztási hitelnek számít a személyi kölcsön, az autóhitel, a gyorskölcsön, az áruhitel és a folyószámlahitel. Az 5,9%-os maximális THM vonatkozott a hitelkártyák hitelkeretére is.

## A gyakorlatban
A THM az alábbi díjakat tartalmazza:
- a kölcsön folyósításával összefüggő költségek,
- kamatköltség,
- díjköltség,
- kezelési költség,
- biztosítási-, garancia díjak,
- hitelhez kötelezően nyitott bankszámla számlavezetési díj,
- a hitelösszeg elutalási költsége,
- hiteligényléshez kapcsolódó ingatlan-nyilvántartási eljárás díj.

A THM több további díjat viszont nem tartalmaz, úgy mint:
- futamidő-hosszabbítási költség,
- késedelmi kamat,
- közjegyzői díj
- rendelkezésre tartási jutalék,
- nemfizetésből eredő további díjak,
- lakásvásárláshoz kapcsolódó ingatlan-nyilvántartási eljárás díj.

## Példa
Egy hitel kamatlába 10%, a kezelési költség 2% egy évre. Ebben az esetben a THM 12%.
Ha az adós felvesz 100 Ft-ot, akkor egy év múlva 112 Ft-ot kell visszafizetnie a hitelezőnek.
Ez persze csak abban az egyszerű esetben igaz, ha 1 éves a futamidő és egy összegben törleszt az adós. Havi törlesztésnél már bonyolultabb a számítás. A (havi) hitelkamatból ki lehet számolni a havi törlesztőt, majd a THM értéket. Amennyiben csak a THM van megadva, abból is ki lehet számolni a havi törlesztőt. Ezekből kiszámolható a teljes visszafizetendő összeg és a hitel aránya, ami egyértelmű képet ad a hitel effektív áráról.

### Példa hitelkamat adat esetén
Hitel = 400 000 HUF
Futam = 24 hónap
Hitelkamat (hk) = 26 %
Ezzel a havi törlesztőrészlet (x):
{\displaystyle x=\left[{\frac {hitel}{{\frac {1}{hk}}-{\frac {1}{hk\cdot (1+hk)^{futam}}}}}\right]=47.280}
Ebben az esetben a THM értéket függvény-minimalizálással kereshetjük meg az alábbi képletből:
{\displaystyle Hitel=\sum _{k=1}^{futam}{\frac {x}{(1+THM)^{k/12}}}\longrightarrow THM=fminsearch\left(\sum _{k=1}^{futam}{\frac {x}{(1+THM)^{k/12}}}-Hitel\right)\cong 26.82\%}
A kitevőben a 12-vel való osztás azért kell, hogy éveket és töredék éveket kapjunk (lásd: lejjebb - értelemszerűen, más törlesztési metódus esetén ez változhat). A minimalizálást végezhetjük pl. MATLAB vagy Python segítségével. Ezekből kiszámítható a teljes visszafizetendő összeg:
{\displaystyle vissza=x*futam=47.280*12=567.360}
Így láthatjuk, hogy a teljes futamidő alatt effektíve mennyibe került a hitel (67.360 HUF ~ 13.47%).

### Példa THM adat esetén (ilyen megadást látunk gyakrabban)
Hitel = 500 000 HUF
Futam = 12 hónap
THM = 34.36 %
A THM számolásának általános képlete:
{\displaystyle \sum _{k=1}^{m}C_{k}(1+THM)^{-t_{k}}=\sum _{i=1}^{m'}D_{i}(1+THM)^{-s_{i}}}
ahol:
Ck: a k sorszámú hitelrészlet összege, csökkentve a hitel felvételével összefüggő, az első hitelfolyósításig fizetendő költségekkel;
Di: az i sorszámú törlesztő részlet vagy díjfizetés összege,
m: a hitelfolyósítások száma,
m’: az utolsó törlesztő részlet vagy díjfizetés sorszáma,
tk: az első hitelfolyósítás időpontja és minden ezt követő hitelfolyósítás időpontja közötti időtartam években és töredékévekben kifejezve, ezért t1= 0,
si: az első hitelfolyósítás időpontja és minden egyes törlesztő részlet vagy díjfizetés időpontja közötti időtartam években és töredékévekben kifejezve
Amennyiben a hitelt egy összegben kapjuk meg, a képlet egyszerűsödik (m=1, t1=0), bal oldalon csak a hitelösszeg szerepel. Fix törlesztőrészletet (D) feltételezve az egyenlet átrendezhető:
{\displaystyle Hitel=\sum _{i=1}^{m'}D_{i}(1+THM)^{-s_{i}}\longrightarrow D={\frac {Hitel}{\sum (1+THM)^{-s_{i}}}}}
Ismét figyelve, hogy években és töredékévekben fejezzük ki a kitevőt a törlesztőrészlet értéke:
{\displaystyle D={\frac {Hitel}{\sum _{i=1}^{futam}(1+THM)^{-i/12}}}=48.719}
Ezzel a teljes visszafizetett összeg ~584.630 HUF, ami ~17%-kal több, mint a felvett hitel.
További reprezentatív példák:
| Felvett összeg | Futamidő  | THM     | Törlesztőrészlet | Teljes visszafizetendő összeg | Hitel effektív ára | Hitel árának és értékének aránya (!) |
| -------------- | --------- | ------- | ---------------- | ----------------------------- | ------------------ | ------------------------------------ |
| 600.000 HUF    | 60 hónap  | 22,96 % | 16.180 HUF       | 970.800 HUF                   | 370.800 HUF        | ~62 %                                |
| 524.000 HUF    | 6 hónap   | 34,36 % | 95.106 HUF       | 570.637 HUF                   | 46.637 HUF         | ~9 %                                 |
| 10.000.000 HUF | 120 hónap | 5,75 %  | 109.041 HUF      | 13.084.964 HUF                | 3.084.964 HUF      | ~31 %                                |
| 10.000.000 HUF | 240 hónap | 5,75 %  | 69.376 HUF       | 16.650.324 HUF                | 6.650.324 HUF      | ~66%                                 |

A fenti példákból látható, hogy a THM értéke számszerűen nem ad egyértelmű (értsd: akár bankban ülve, akár a bankkal való telefonálás közben könnyen, fejben számolható) információt arról, hogy az igényelt hitelen felül mennyi pénzt fogunk a futamidő végéig visszafizetni. Nyilván az alacsonyabb THM olcsóbb hitelt jelent, de nem árt a fentiekkel tisztában lenni. Érdemes továbbá megjegyezni, hogy bár mindig a hosszú futamidőt ajánlják (a bank azzal jár jobban), hosszú távon több pénz marad a zsebünkben, ha a lehető legalacsonyabb futamidő mellett elérhető (és számunkra elfogadható!) legmagasabb törlesztőrészletet választjuk. A táblázat utolsó két sora teszi ezt egyértelművé: 10 helyett 20 éves futamidőnél (változatlan egyéb feltételek mellett) a törlesztő ~40%-kal alacsonyabb, ami első hangzásra jónak tűnhet, de ezzel együtt a hitel effektív ára több, mint duplájára nő!  Erről ajánlott lehet többet olvasni itt.
Megjegyzés:
- a fenti reprezentatív példák az egyszerűség kedvéért elhanyagolásokkal élnek (pl: infláció, önrész, változó törlesztőrészlet, több hitelfolyósítás, stb.).